# Ai Kawashima

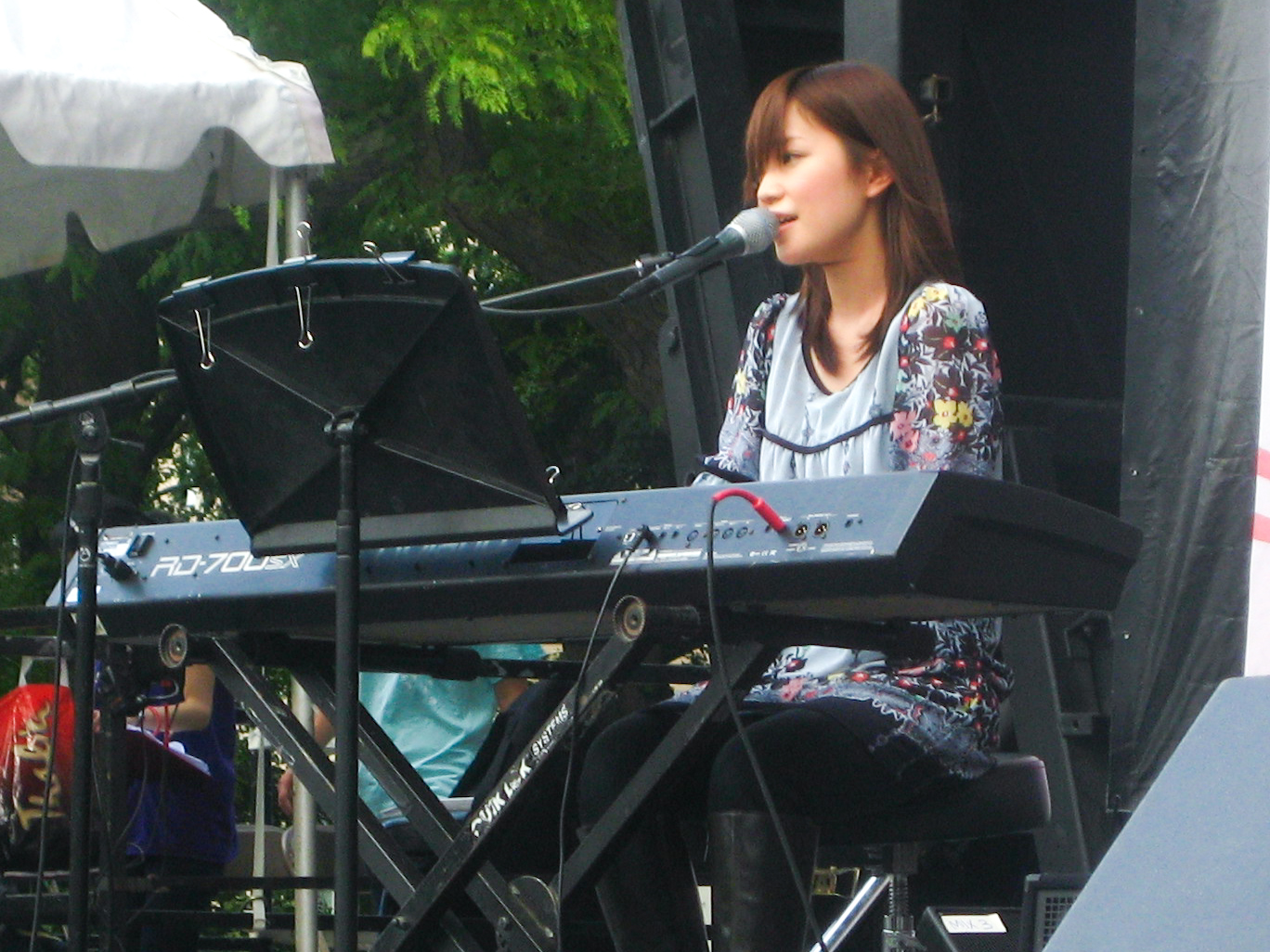
Ai Kawashima live in New York (2009)

Ai Kawashima (japanisch 川嶋 あい, bürgerlich 川島 愛, beides gelesen Kawashima Ai; * 21. Februar 1986 in Fukuoka) ist eine japanische Singer-Songwriterin, Pianistin und ehemalige Sängerin des Pop-Duos I WiSH.

## Musikalischer Werdegang
Ai Kawashima begann ihre Musikkarriere 1999 als Enka-Sängerin und war als Straßenmusikerin in Shibuya tätig, wobei der erhoffte Erfolg jedoch ausblieb. Zusammen mit Sugawara Naohiro gründete sie 2002 das Pop-Duo I WiSH und wurde durch die erste Singleveröffentlichung Asu e no Tobira bekannt. Das Duo erreichte damit Platz 6 der japanischen Jahrescharts und verkaufte über 750.000 Exemplare. Nach weiteren Veröffentlichungen wurde das Duo 2005 aufgelöst und Ai Kawashima begann ihre Solokarriere.
Ihre 6. Single Zetsubou to Kibou wurde als Titelmelodie für das PlayStation 2-Spiel Shining Force Neo verwendet und ihre 12. Single Compass war das Titellied des 8. One Piece Filmes Episode of Alabasta: The Desert Princess and the Pirates. Zum Animefilm The Place Promised In Our Early Days sang sie 2004 den Abspannsong Kimi no koe. Zudem war ihre 15. Single Door Crawl, veröffentlicht Ende 2007, gleichzeitig die Titelmelodie des Wii-Spiels Final Fantasy Fables: Chocobo’s Dungeon.
Im September 2005 veröffentlichte sie ihre Autobiografie Saigo no Kotoba, die auf den Bestsellerlisten landete und sich über 300.000-mal verkaufte. Ai Kawashima arbeitet mit mehreren Hilfsorganisationen zusammen und eröffnete zwei Schulen in Kambodscha und Burkina Faso. Die dritte Schule wird in Liberia gebaut und eine vierte ist bereits in Planung. Im Frühjahr 2009 trat sie beim japanischen National Cherry Blossom Festival in Washington, D.C. auf.

## Diskografie

### Alben
| Jahr | Titel                                                     | Höchstplatzierung, Gesamtwochen, AuszeichnungChartsChartplatzierungen (Jahr, Titel, Platzierungen, Wochen, Auszeichnungen, Anmerkungen) | Anmerkungen                                                    |
| Jahr | Titel                                                     | JP | Anmerkungen                                                    |
| ---- | --------------------------------------------------------- | --- | -------------------------------------------------------------- |
| 2003 | Ashita o Shinjite … (明日を信じて・・・)                  | — | Erstveröffentlichung: 23. Mai 2003                             |
| 2005 | 12-ko no Message (12個の歌 (メッセージ))                  | JP5 (11 Wo.)JP | Erstveröffentlichung: 18. Mai 2005 Verkäufe JP: + 54.675       |
| 2005 | Rojōshū I-gō (路上集Ⅰ号)                                  | JP25 (8 Wo.)JP | Erstveröffentlichung: 28. September 2005 Verkäufe JP: + 19.021 |
| 2006 | Thank You! (サンキュー!)                                  | JP8 (7 Wo.)JP | Erstveröffentlichung: 24. Mai 2006 Verkäufe JP: + 32.063       |
| 2006 | Piano Songs: Rojōshū 2-gō Piano Songs ~(路上集2号)~       | JP20 (4 Wo.)JP | Erstveröffentlichung: 23. August 2006 Verkäufe JP: + 11.150    |
| 2007 | Ashiato (足あと)                                          | JP20 (6 Wo.)JP | Erstveröffentlichung: 27. Juni 2007 Verkäufe JP: + 22.387      |
| 2008 | Café & Musique: Rojōshū 3-gō (Café & Musique ~路上集3号~) | JP43 (3 Wo.)JP | Erstveröffentlichung: 23. April 2008 Verkäufe JP: + 4.213      |
| 2008 | Single Best                                               | JP16 (7 Wo.)JP | Erstveröffentlichung: 4. Juni 2008 Verkäufe JP: + 27.684       |
| 2008 | Coupling Best                                             | JP27 (3 Wo.)JP | Erstveröffentlichung: 4. Juni 2008 Verkäufe JP: + 8.168        |
| 2009 | Simple Treasure                                           | JP27 (3 Wo.)JP | Erstveröffentlichung: 3. Juni 2009 Verkäufe JP: + 6.542        |
| 2010 | 24/24                                                     | JP34 (3 Wo.)JP | Erstveröffentlichung: 26. Mai 2010 Verkäufe JP: + 4.988        |
| 2011 | My Favorite Songs: Wing                                   | JP54 (2 Wo.)JP | Erstveröffentlichung: 29. Juni 2011                            |
| 2012 | My Favorite Songs: Tabidachi (My Favorite Songs ~旅立ち~) | JP53 (2 Wo.)JP | Erstveröffentlichung: 22. Februar 2012                         |
| 2013 | One Song                                                  | JP45 (2 Wo.)JP | Erstveröffentlichung: 26. Juni 2013 Verkäufe JP: + 3.238       |
| 2014 | Shutter                                                   | JP52 (2 Wo.)JP | Erstveröffentlichung: 25. Juni 2014                            |
| 2015 | Be Your Side                                              | JP34 (3 Wo.)JP | Erstveröffentlichung: 21. Oktober 2015                         |
| 2018 | 川嶋あい 15th Anniversary Best                            | JP40 (2 Wo.)JP | Erstveröffentlichung: 27. Juni 2018                            |
| 2019 | Ai X                                                      | JP70 (1 Wo.)JP | Erstveröffentlichung: 15. Mai 2019                             |
| 2020 | 針の穴                                                    | JP40 (1 Wo.)JP | Erstveröffentlichung: 3. Juni 2020                             |
| 2023 | My Own Pieces～The Best Selection of Ai Kawashima～       | JP40 (2 Wo.)JP | Erstveröffentlichung: 20. August 2023                          |

### Singles
| Jahr | Titel Album                                  | Höchstplatzierung, Gesamtwochen, AuszeichnungChartsChartplatzierungen (Jahr, Titel, Album, Platzierungen, Wochen, Auszeichnungen, Anmerkungen) | Anmerkungen                                                   |
| Jahr | Titel Album                                  | JP | Anmerkungen                                                   |
| ---- | -------------------------------------------- | --- | ------------------------------------------------------------- |
| 2003 | Tenshi-tachi no Melody / Tabidachi no Asa –  | JP21 (13 Wo.)JP | Erstveröffentlichung: 21. August 2003 Verkäufe JP: + 43.000   |
| 2004 | 12-ko no Kisetsu – 4-dome no Haru –          | JP10 (17 Wo.)JP | Erstveröffentlichung: 18. Februar 2004 Verkäufe JP: + 67.497  |
| 2004 | 525ページ～プロローグから～ –                | JP14 (6 Wo.)JP | Erstveröffentlichung: 25. Mai 2004 Verkäufe JP: + 38.469      |
| 2004 | 525ページ –                                  | JP34 (7 Wo.)JP | Erstveröffentlichung: 2. Juni 2004                            |
| 2004 | Mermaid –                                    | JP16 (8 Wo.)JP | Erstveröffentlichung: 4. August 2004 Verkäufe JP: + 23.951    |
| 2004 | Sayonara Arigatō – Tatta Hitotsu no Basho –  | JP18 (8 Wo.)JP | Erstveröffentlichung: 17. November 2004 Verkäufe JP: + 26.070 |
| 2005 | Zetsubō to Kibō –                            | JP9 (7 Wo.)JP | Erstveröffentlichung: 6. April 2005 Verkäufe JP: + 31.067     |
| 2005 | … Arigatō … –                                | JP25 (10 Wo.)JP | Erstveröffentlichung: 24. August 2005 Verkäufe JP: + 19.713   |
| 2006 | Dear / Tabidachi no Hi ni … –                | JP9 (13 Wo.)JP | Erstveröffentlichung: 1. Februar 2006 Verkäufe JP: + 49.513   |
| 2006 | Mienai Tsubasa –                             | JP10 (6 Wo.)JP | Erstveröffentlichung: 19. April 2006 Verkäufe JP: + 20.030    |
| 2006 | Taisetsu na Yakusoku / Mō Hitotsu Yakusoku – | JP10 (5 Wo.)JP | Erstveröffentlichung: 11. Oktober 2006 Verkäufe JP: + 14.809  |
| 2007 | My Love –                                    | JP5 (11 Wo.)JP | Erstveröffentlichung: 14. Februar 2007 Verkäufe JP: + 61.249  |
| 2007 | Compass –                                    | JP17 (6 Wo.)JP | Erstveröffentlichung: 14. März 2007 Verkäufe JP: + 16.239     |
| 2007 | Kimi ni …… –                                 | JP11 (4 Wo.)JP | Erstveröffentlichung: 30. Mai 2007 Verkäufe JP: + 14.176      |
| 2007 | Shiawase Desu ka / Suitcase –                | JP12 (4 Wo.)JP | Erstveröffentlichung: 3. Oktober 2007 Verkäufe JP: + 9.898    |
| 2007 | Door Crawl –                                 | JP20 (5 Wo.)JP | Erstveröffentlichung: 12. Dezember 2007 Verkäufe JP: + 10.251 |
| 2008 | Kakera –                                     | JP22 (3 Wo.)JP | Erstveröffentlichung: 20. August 2008 Verkäufe JP: + 7.039    |
| 2009 | Daijōbu da yo (「大丈夫だよ」) –             | JP10 (4 Wo.)JP | Erstveröffentlichung: 8. April 2009 Verkäufe JP: + 8.065      |
| 2009 | Daisuki da yo (「大好きだよ」) –             | JP12 (4 Wo.)JP | Erstveröffentlichung: 16. Dezember 2009                       |
| 2010 | Haru No Yume (「春の夢」) –                  | JP10 (3 Wo.)JP | Erstveröffentlichung: 7. April 2010                           |
| 2010 | そらいろ ～Simple Treasure～ –               | JP51 (2 Wo.)JP | Erstveröffentlichung: 7. Juli 2010                            |
| 2010 | I Remember –                                 | JP26 (2 Wo.)JP | Erstveröffentlichung: 15. Dezember 2010 feat. Joe Sample      |
| 2013 | Yes/No / T –                                 | JP20 (2 Wo.)JP | Erstveröffentlichung: 10. April 2013                          |
| 2014 | Sora wa koko ni aru (「空はここにある」) –   | JP50 (2 Wo.)JP | Erstveröffentlichung: 19. Februar 2014                        |
| 2015 | Tobira (「とびら」) –                        | JP30 (4 Wo.)JP | Erstveröffentlichung: 1. Juli 2015                            |
| 2017 | シンクロ –                                   | JP29 (1 Wo.)JP | Erstveröffentlichung: 14. Juni 2017                           |

### Videoalben
| Jahr | Titel | Höchstplatzierung, Gesamtwochen, AuszeichnungChartsChartplatzierungen (Jahr, Titel, Platzierungen, Wochen, Auszeichnungen, Anmerkungen) | Anmerkungen                              |
| Jahr | Titel | JP | Anmerkungen                              |
| ---- | --- | --- | ---------------------------------------- |
| 2004 | 道の途中で...。 Michi no Tochuu de... | — | Erstveröffentlichung: 1. Dezember 2004   |
| 2005 | ライブ1000回達成記念～1136日の記録～ Live 1000-kai Tassei Kinen 1136 Nichi no Kiroku                                                                                                 | JP15 (2 Wo.)JP | Erstveröffentlichung: 8. Juni 2005       |
| 2005 | PV Collection +α | JP120 (1 Wo.)JP | Erstveröffentlichung: 21. Dezember 2005  |
| 2006 | 川嶋あいConcert Tour2006 ～サンキュー！～ Kawashima Ai Concert Tour 2006: Thank You!                                                                                                 | JP96 (1 Wo.)JP | Erstveröffentlichung: 20. Dezember 2006  |
| 2007 | 2003.8.20 渋谷公会堂 ～旅立ちの朝～ 2003.8.20 Shibuya Kōkaidō: Tabidachi no Asa | JP25 (2 Wo.)JP | Erstveröffentlichung: 11. April 2007     |
| 2007 | Ai Kawashima Concert 2007 (足あと) Ai Kawashima Concert 2007 Ashi Ato | JP139 (2 Wo.)JP | Erstveröffentlichung: 11. April 2007     |
| 2009 | The Best: Seventeenfivetwentyto - Ai Kawashima Concert Tour 2008 | JP38 (2 Wo.)JP | Erstveröffentlichung: 8. April 2009      |
| 2010 | What’s your Simple Treasure? Special Ai Kawashima Concert Tour 2009 (渋谷C.C.Lemonホール) What’s your Simple Treasure? Special Ai Kawashima Concert Tour 2009 Shibuya C.C.Lemon Hall | JP75 (1 Wo.)JP | Erstveröffentlichung: 13. Januar 2010    |
| 2011 | Ai Kawashima Live Journey 2010 | JP75 (1 Wo.)JP | Erstveröffentlichung: 6. April 2011      |
| 2012 | Wing 〜Ai Kawashima Live Concert 2011〜 | JP60 (1 Wo.)JP | Erstveröffentlichung: 18. Januar 2012    |
| 2012 | My Room – 8 Gatsu 20 Ka 10 Kai Kinen | JP139 (1 Wo.)JP | Erstveröffentlichung: 26. Dezember 2012  |
| 2013 | 川嶋あい デビュー10周年記念ライブ I Wish Ai Kawashima Debut 10th Anniversary Live I WISH                                                                                             | JP85 (1 Wo.)JP | Erstveröffentlichung: 18. September 2013 |

## Bücher
- 16 Toshi no Shiroi Chizu (16歳の白い地図; August 2003)
- Rojō no Tenshi – Kawashima Ai Monogatari (路上の天使 -川嶋あい物語-; Juni 2004)
- Aoi Tabi no Tsuzuki (蒼い旅の続き; August 2004)
- Taisetsu na Yakusoku – How tears fall (大切な約束-How tears fall-; Juni 2005)
- Saigo no Kotoba (最後の言葉; September 2005)
- Namida 100-man Tsubu no Kizuna (涙100万粒のキズナ; Mai 2006)
- Piano Songs – Rojōshū 2-gō Official Piano Score (オフィシャル・ピアノ・スコア Piano Songs ~路上集2号~; Oktober 2006)